# 卫晋
卫晋（1959年10月—），山西临汾人。中国人民解放军少将。
毕业于中国人民解放军国防大学，后任职于中国人民解放军第五十三基地教导大队教研室、中国人民解放军成都军区政治部宣传部理论研究室。2005年，担任成都军区政治部宣传部副部长。2007年，任四川省遂宁军分区政治委员。2011年11月，任西藏军区副政委。因涉嫌严重违纪，2014年4月成都军区纪委对其立案调查，2014年7月移送军事司法机关。
女儿卫秦（1991年9月－），网络红人，淘宝网店店主